# Ashley Blue
Ashley Blue (Los Ángeles, California; 8 de julio de 1981) es una actriz pornográfica estadounidense.

## Biografía
Ashley Blue ha ganado varios premios de AVN, incluidos a Mejor Actriz Femenina en 2004 y Mejor Actriz de Reparto en 2005. En marzo de 2004 firmó un contrato de tres años con JM Productions, apareciendo en la serie Girlvert.
El 14 de febrero de 2007 concluyó su contrato con JM Productions, pasando inmediatamente a un acuerdo de un año con LA Direct Models.
Blue ha mantenido relaciones de pareja con actores de la industria del porno, tales como Trent Tesoro y Jonni Darkko. Ella demandó a Tesoro en un episodio de Judge Mathis en el 2003.
Blue actualmente está en una relación afectiva con el fotógrafo Dave Naz.
Ella hace la voz de un personaje para los dibujos animados Three Thug Mice.
El pintor sueco Karl Backman pintó un retrato de la actriz en 2011 para una exposición en el Museum of Porn in Art.

## Premios
- 2004 Premios AVN Actriz del año
- 2005 Premios AVN por Mejor Actriz de Reparto (Video) – Adore[9]
- 2005 Premios AVN por Mejor Escena de Mujeres (Video) – The Violation of Audrey Hollander (con Audrey Hollander, Gia Paloma, Tyla Wynn, Brodi y Kelly Kline)[9]
- 2005 Premios XRCO por Mejor Escena Mujer/Mujer – The Violation of Audrey Hollander[10]
- 2007 Premio AVN Award por Mejor Escena de Sexo Indignantepor la escena "Meat is Murder" (Compartida con Amber Wild y Steven French)
- 2013 Salón de la fama de AVN[11]